# Parafia św. Mikołaja w Witkowie
Parafia św. Mikołaja w Witkowie – parafia rzymskokatolicka w Witkowie należąca do dekanatu witkowskiego archidiecezji gnieźnieńskiej. 
Parafia została erygowana w XIV wieku. Kościół parafialny został zbudowany w 1840 roku.